# Pécsvárad
Pécsvárad (hongrois : Pécsvárad [ˈpeːtʃvaːɾɒd] ; allemand : Petschwar ou Fünfkirchenwardein ; croate : Pečvar) est une localité hongroise, ayant le rang de ville dans le comitat de Baranya. Chef-lieu de la micro-région de Pécsvárad, elle se situe dans le massif du Mecsek au pied du Zengő.

## Relations internationales

### Jumelages
La ville de Mohács est jumelée avec :
- Külsheim (Allemagne)
- Hausmannstätten (Autriche)
- Jur nad Hronom (Slovaquie)